# Onychogomphus perplexus
Onychogomphus perplexus – gatunek ważki z rodziny gadziogłówkowatych (Gomphidae).